# Pizzo delle Pecore
Pizzo delle Pecore är en bergstopp i Schweiz.   Den ligger i distriktet Vallemaggia och kantonen Ticino, i den sydöstra delen av landet, 120 km sydost om huvudstaden Bern. Toppen på Pizzo delle Pecore är 2 381 meter över havet, eller 232 meter över den omgivande terrängen. Bredden vid basen är 2,4 km.
Terrängen runt Pizzo delle Pecore är huvudsakligen bergig, men den allra närmaste omgivningen är kuperad. Närmaste större samhälle är Losone, 18,3 km söder om Pizzo delle Pecore. 
I omgivningarna runt Pizzo delle Pecore växer i huvudsak blandskog. Runt Pizzo delle Pecore är det ganska glesbefolkat, med 42 invånare per kvadratkilometer.